# Amalia Polleri
Amalia Polleri   (Montevideo, 26 de juny de 1909 - 18 de juny de 1996) va ser una professora, artista, poeta, periodista i crítica d'art uruguaiana.
Formada al Círculo de Bellas Artes de Montevideo, Amalia Polleri es va dedicar a la pintura, l'escultura, el gravat, la poesia i el relat. Va ser professora de dibuix i defensora dels drets de la dona. Va escriure per a La República, El Diario, La Mañana, Brecha, Opinar, El Correo de los Viernes, entre altres mitjans de premsa escrita. També va exercir el periodisme radiofònic, amb programes com Radio Sarandí i En Vivo y en Directo.
De l'abundant obra poètica que va escriure, només publicà Maneras de Ser.
Va guanyar el primer premi en dibuix i gravat en el Saló Nacional 1942 pel seu dibuix El niño loco. El 1995 va rebre el Premi Candelabro de Oro en reconeixement de la seva trajectòria vital, atorgada per l'organització jueva B'nai B'rith Uruguai. El 2013 es va fer en el Museu Gurvich una exposició que repassava part de la seva obra.

## Obres
- El niño loco (Dibuix. Primer Premi Dibuix i Gravat. Saló Nacional 1942)
- El lenguaje gráfico plástico: manual para docentes estudiantes y artistas. Amalia Polleri, María C. Rovira i Brenda Lissardy.